# Castello di Koznik
Il castello di Koznik è un castello medievale nella Serbia centrale, 10 km a nordovest dalla attuale città di Brus, sul fianco della collina Kopaonik e sulla riva destra del tratto superiore del fiume Rasina. Il castello fu costruito ad un’altitudine di 920 metri, sulla cima di una ripida collina che dominava il terreno circostante.

## Storia
Il castello fu menzionato per la prima volta in un decreto del principe Lazar. Agli inizi del XV secolo, Koznik apparteneva al Grand Čelnik Radič, uno dei più importanti principi del tempo. La moglie di Lazar, la principessa Milica, vi trascorse del tempo nel 1402, mentre loro figlio, il despota Stefano, vi fece due decreti nel 1405. Egli concedette al Radič Postupović tutti i villaggi circostanti e la chiesa sul fiume Grabovničica.
Dopo una breve conquista ottomana, il castello tornò al despota Đurađ Branković nel 1444. Gli ottomani riconquistarono il castello mentre erano impegnati anche alla conquista di Kruševac, nel 1451-1455. Durante il XVI e XVII secolo vi fu posizionata una squadra ottomana, fino a quando i ribelli siriani si impossessarono di Koznik nel 1689, segno che ai tempi Koznik era ancora una fortificazione attiva.
Koznik è un esempio di un piccolo castello fortificato posizionato su un altopiano. Ha una base irregolare e poligonale che segue la configurazione del terreno. A sud della fortezza erano presenti altre edificazioni, con alcuni resti visibili ancora oggi. 
La Fortezza di Koznik fu dichiarata Monumento della cultura di grande importanza nel 1979, ed è protetto dalla Repubblica di Serbia.

## Galleria d'immagini

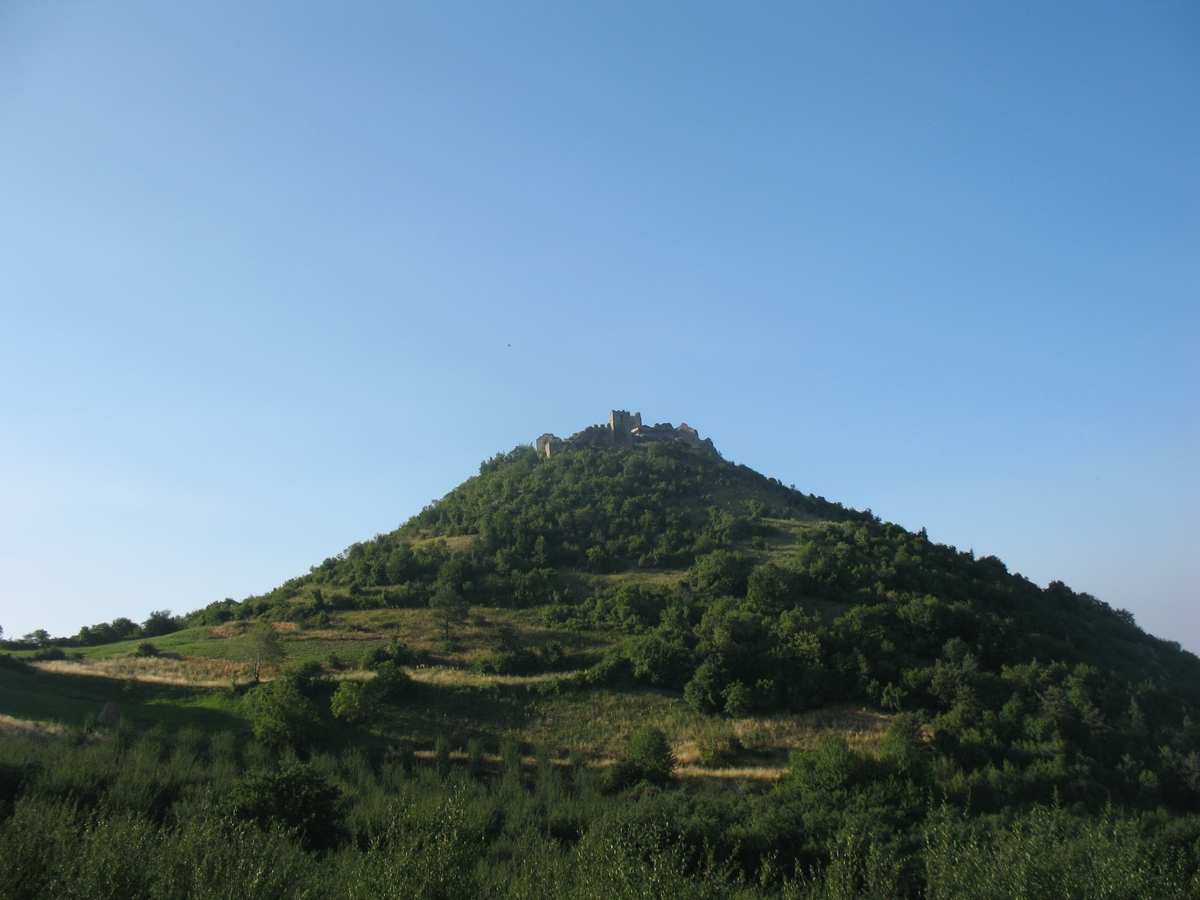
Vista da lontano della fortezza di Koznik al di sopra del fiume Rasina sul pendio Kopaoink
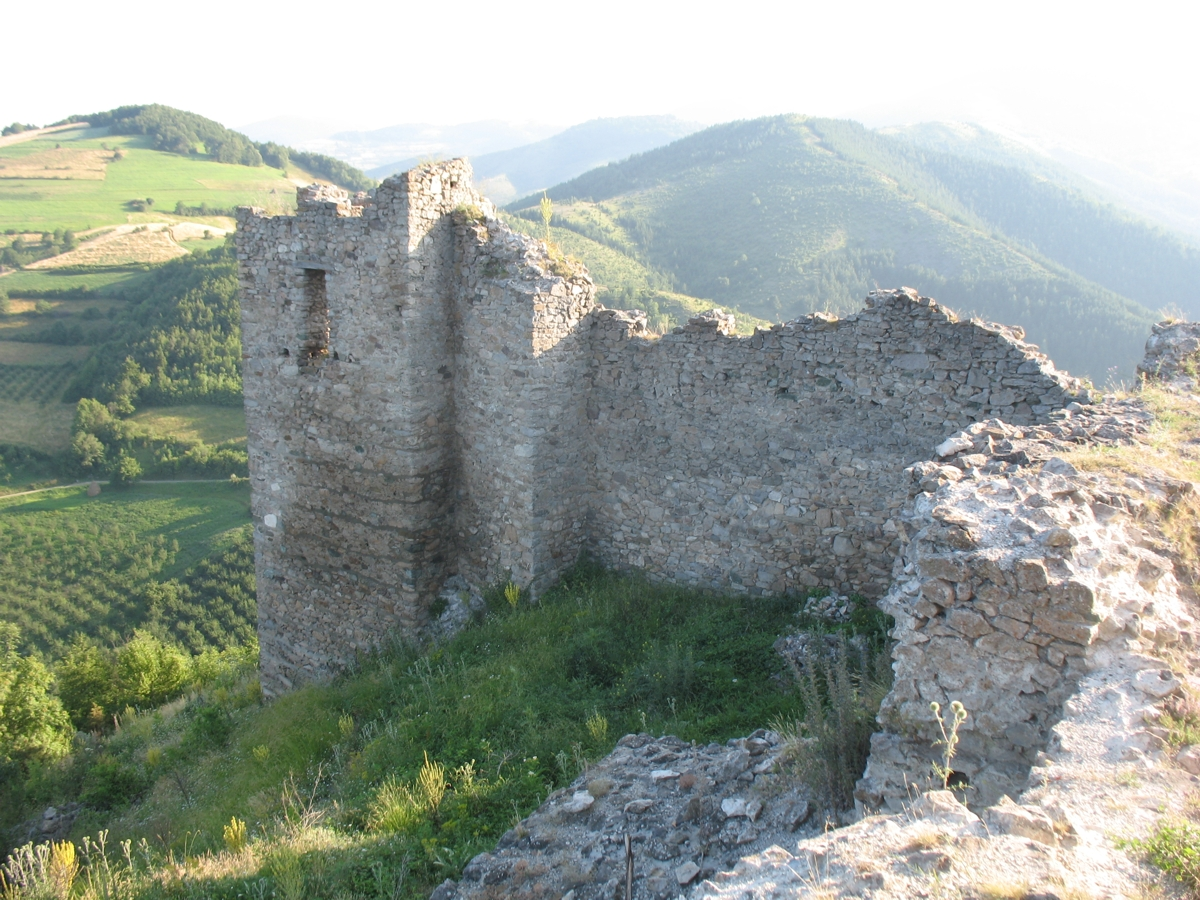
Fortezza di Koznik al di sopra del fiume Rasina sul pendio Kopaonik
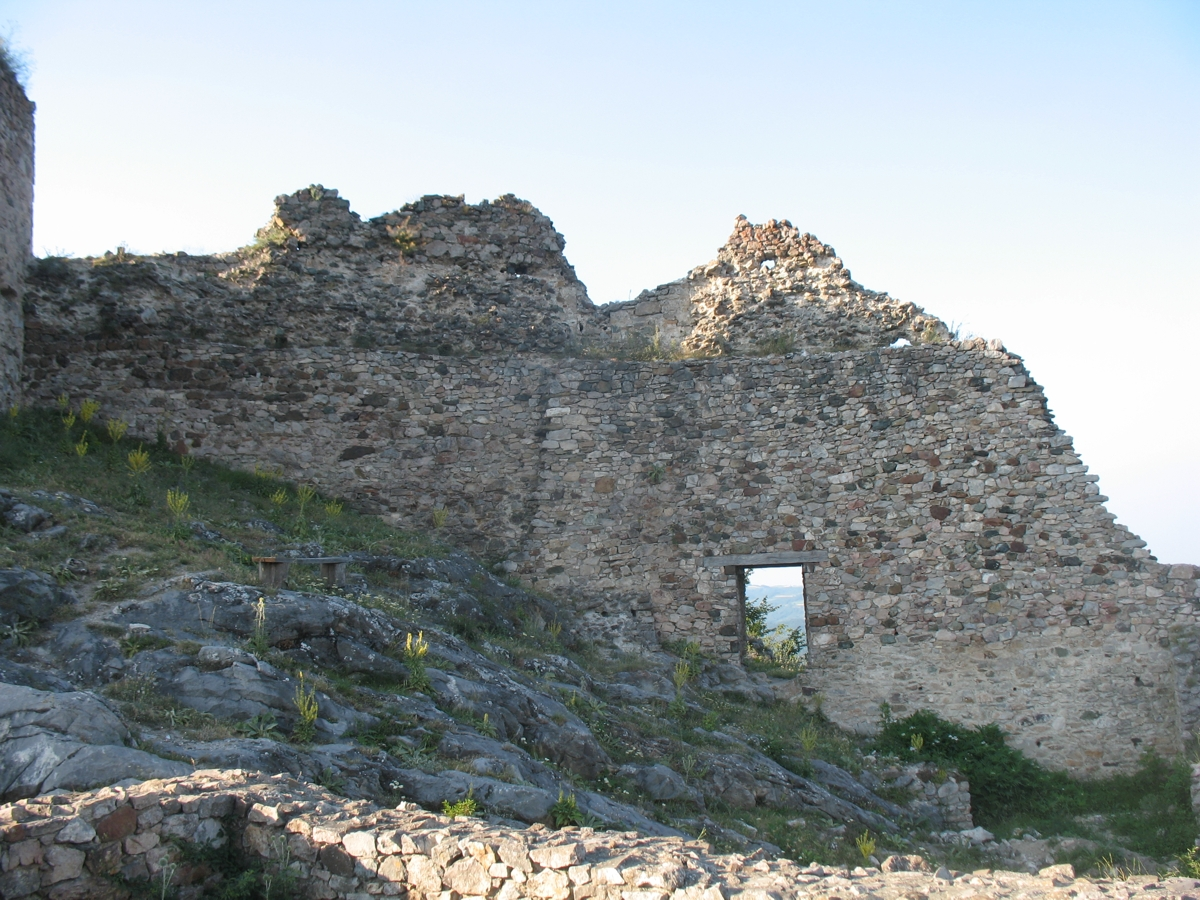
Fortezza di Koznik al di sopra del fiume Rasina sul pendio Kopaonik
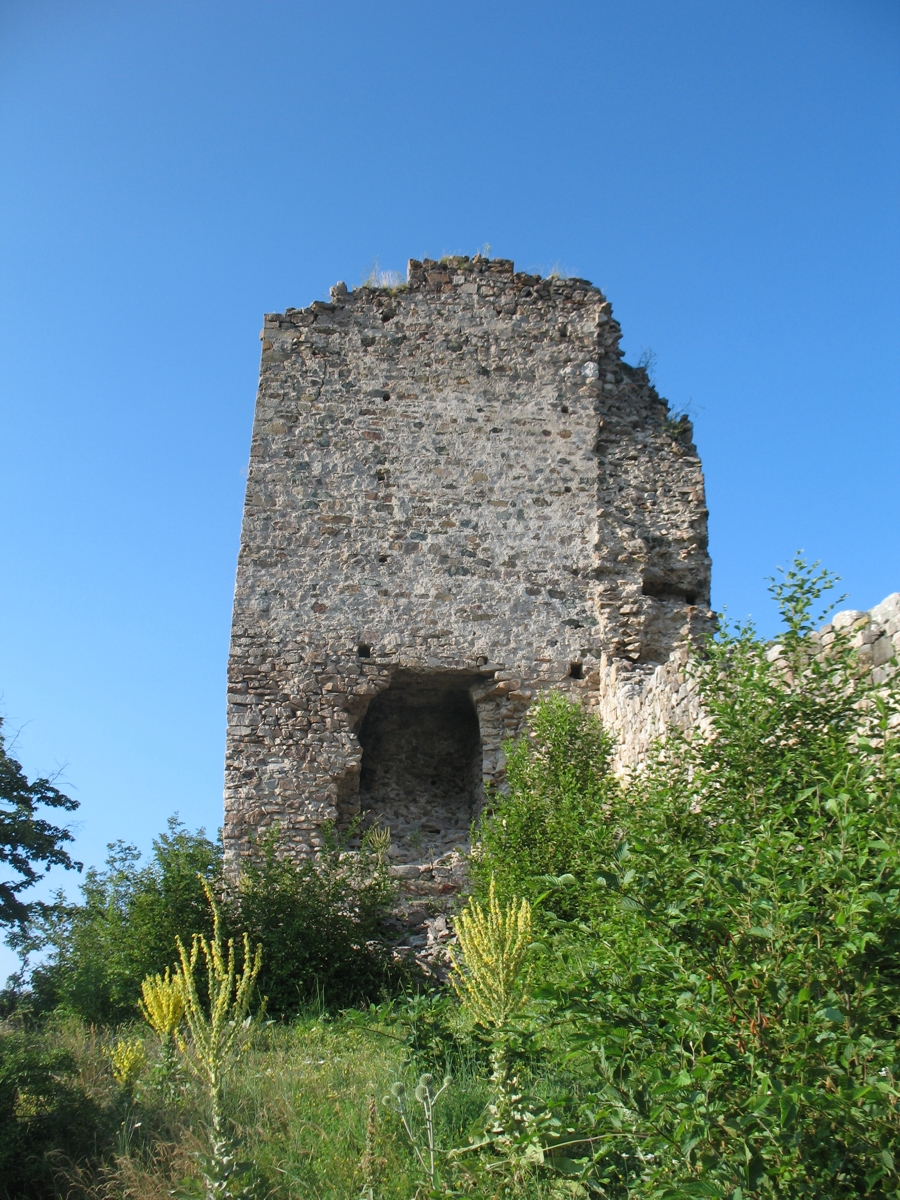
La torre di ingresso nella fortezza di Koznik al di sopra del fiume Rasina sul pendio Kopaonik